# Красногорський (Казахстан)
Красного́рський (каз. Красногор) — селище у складі Єсільського району Акмолинської області Казахстану. Адміністративний центр Красногорської селищної адміністрації.
Населення — 101 особа (2021; 495 у 2009, 2090 у 1999).
Селище було засноване 1964 року у зв'язку з відкриттям уранових копалень. У радянські часи селище було засекреченим, діяв закритий режим. На сьогодні віднесений до категорії неперспективних, з 2009 року діє програма по переселенню жителів до міста Єсіль.